# Эпсилон Пегаса
Эни́ф (Эпсилон Пегаса, ε Peg/ε Pegasi) — звезда в созвездии Пегаса. Хотя звезда обозначена Байером только пятой буквой греческого алфавита, Эниф является самой яркой звездой в созвездии Пегаса — 2,39 звёздной величины. Имеет несколько названий:
- Эниф, Энф, Энир от арабского Al Anf, что означает «нос», крылатого коня Персея, с которым он спас Андромеду;
- Фом от арабского Fum al Faras — морда коня
- Ос — это название встречается у Флемстида, который записал её как Os Pegasi[9].

Эниф довольно холодный оранжевый сверхгигант, спектрального класса К2 с температурой поверхности 4 460 K. Учитывая, что он находится на расстоянии 670 св. лет, можно подсчитать общую яркость — она в 6 700 раз больше солнечной. Кроме того, его диаметр, который был вычислен после измерений его углового диаметра, светимости и температуры, в 150 раз больше солнечного. Если бы Эниф был бы на месте нашего Солнца, его границы достигали бы половины орбиты Венеры, а на земном небе звезда занимала бы область в 40°. Как сверхгигант, Эниф является массивной звездой и находится на последних стадиях звёздной эволюции. Его масса, по-видимому, почти в 10 раз больше солнечной и в настоящее время в его недрах уже начался синтез углерода и кислорода из гелия или же он вот-вот начнётся. Как и Бетельгейзе, он может либо взорваться как сверхновая, либо превратиться в тяжелый и редкий неоново-кислородный белый карлик, чей диаметр будет меньше, чем диаметр Земли.
От обычных сверхгигантов (если таковые имеются), Эниф отличают две особенности. Во-первых, он является частью семейства из трёх очень похожих сверхгигантов. Два другие это альфа и бета близлежащего Водолея, Садальмелик и Садальсууд. Эта тройка имеет примерно ту же самую светимость и находится на том же самом расстоянии (Садальмелик на 760 св. лет, Садальсууд — 610). Они могли родиться вместе в одном и том же рассеянном скоплении, и за последние 15 или около того миллионов лет своего существования разошлись на расстояние свыше 100 св. лет друг от друга. Во-вторых, это непредсказуемое и агрессивное поведение Энифа.